# Tầng Turon
| Hệ/ Kỷ                                | Thống/ Thế   | Bậc/ Kỳ    | Tuổi (Ma) | Tuổi (Ma) |
| ------------------------------------- | ------------ | ---------- | --------- | --------- |
| Paleogen                              | Paleocen     | Đan Mạch   | trẻ hơn   | trẻ hơn   |
| Creta                                 | Thượng /Muộn | Maastricht | 66.0      | 72.1      |
| Creta                                 | Thượng /Muộn | Champagne  | 72.1      | 83.6      |
| Creta                                 | Thượng /Muộn | Santon     | 83.6      | 86.3      |
| Creta                                 | Thượng /Muộn | Cognac     | 86.3      | 89.8      |
| Creta                                 | Thượng /Muộn | Turon      | 89.8      | 93.9      |
| Creta                                 | Thượng /Muộn | Cenoman    | 93.9      | 100.5     |
| Creta                                 | Hạ/Sớm       | Alba       | 100.5     | ~113.0    |
| Creta                                 | Hạ/Sớm       | Apt        | ~113.0    | ~125.0    |
| Creta                                 | Hạ/Sớm       | Barrême    | ~125.0    | ~129.4    |
| Creta                                 | Hạ/Sớm       | Hauterive  | ~129.4    | ~132.9    |
| Creta                                 | Hạ/Sớm       | Valangin   | ~132.9    | ~139.8    |
| Creta                                 | Hạ/Sớm       | Berrias    | ~139.8    | ~145.0    |
| Jura                                  | Thượng /Muộn | Tithon     | già hơn   | già hơn   |
| Phân chia kỷ Creta theo ICS năm 2017. |              |            |           |           |

Tầng Turon trong niên đại địa chất là kỳ gần đầu của thế Creta muộn, và trong thời địa tầng học thì nó là bậc gần dưới cùng của thống Creta dưới. Kỳ Turon tồn tại từ ~ 93.9 Ma đến 89.8 Ma (Ma: Megaannum, triệu năm trước).
Kỳ Turon kế tục kỳ Cenoman, và tiếp sau là kỳ Cognac, đều của cùng thế Creta muộn.
Vào đầu kỳ Turon một sự kiện thiếu oxy đã diễn ra, được gọi là sự kiện ranh giới Cenoman-Turon hoặc "Sự kiện Bonarelli".

## Địa tầng
Tầng Turon (tiếng Pháp: Turonien) được nhà cổ sinh vật học người Pháp Alcide d'Orbigny (1802–1857) xác lập vào năm 1842. Orbigny đặt tên nó theo tên thành phố Tours trong vùng Touraine tỉnh Indre-et-Loire, và vết lộ là một vùng địa chất điển hình.
Đáy tầng Turon được xác định là nơi mà loài ammonit Wutinoceras devonense lần đầu tiên xuất hiện trong cột địa tầng. Hồ sơ tham chiếu chính thức (GSSP) cho đáy tầng Turon nằm ở nếp lồi Rock Canyon gần Pueblo, Colorado, Hoa Kỳ. 38°16′56″B 104°43′39″T / 38,2822°B 104,7275°T 
Đỉnh của tầng Turon (đáy của Cognac) được xác định là vị trí trong cột địa tầng nơi loài inoceramid hai mảnh vỏ Cremnoceramus rotundatus đầu tiên xuất hiện.
Tầng Turon thường được chia thành ba phụ tầng, là dưới/sớm, giữa và trên/muộn. Trong đại dương Tethys, tầng Turon chứa bốn đới sinh vật ammonit:
- Đới Subprionocyclus neptuni (ở Turon trên)
- Đới Collignoniceras woollgari (ở Turon giữa)
- Đới Mammites nodosoides (ở Turon dưới)
- Đới Watinoceras coloradoense hay Watinoceras devonense (ở Turon dưới)

Các hóa thạch đánh dấu quan trọng khác là các loài thuộc nhóm inoceramid chi Inoceramus (I. schloenbachi, I. lamarcki và I. labiatus). Inoceramids là Mollusca hai mảnh vỏ liên quan đến trai ngày nay.

## Cổ sinh

### Ankylosaurs
| Taxa        | Hiện diện | Vị trí                        | Mô tả | Hình ảnh |
| ----------- | --------- | ----------------------------- | ----- | -------- |
| - Maleevus  |           | Mông Cổ                       |       |          |
| - Talarurus |           | Hệ tầng Bayan Shireh, Mông Cổ |       |          |

### Avialae
| Taxa         | Hiện diện           | Vị trí                                                                                            | Mô tả | Hình ảnh |
| ------------ | ------------------- | ------------------------------------------------------------------------------------------------- | --- | -------- |
| Catenoleimus |                     | Hệ tầng Bissekty, Uzbekistan                                                                      | enantiornithine cỡ trung bình, có thể dài 20–25 cm |          |
| Explorornis  |                     | Hệ tầng Bissekty, Uzbekistan                                                                      | |          |
| Ichthyornis  | Turon - tầng Cognac | Alberta và Saskatchewan, Canada; Alabama, Kansas, New Mexico và Texas, Hoa Kỳ; Argentina; Trung Á | Sinh thái tương đương với kỷ Creta của các loài chim biển hiện đại như mòng biển, thú cưng và chim hạc. Nó có kích thước bằng một con mòng biển 60 cm (2,0 ft). Mặc dù đôi cánh và xương ức có vẻ ngoài rất hiện đại (cho thấy khả năng bay mạnh mẽ), hàm vẫn giữ được nhiều răng nhỏ, sắc nhọn |          |

### Ceratopsians
| Taxa         | Hiện diện | Vị trí                                  | Mô tả | Hình ảnh |
| ------------ | --------- | --------------------------------------- | --- | -------- |
| Zuniceratops |           | Hệ tầng Moreno Hill, New Mexico, Hoa Kỳ | Ceratopsian được biết đến sớm nhất có sừng lông mày và ceratopsian lâu đời nhất được biết đến từ Bắc Mỹ, dường như dài khoảng 3 đến 3,5 mét (9,8 đến 11,5 ft) và 1 mét (3,3 foot) cao ngang hông. |          |

### Crocodylomorphs
| Taxa            | Hiện diện         | Vị trí                                                                  | Mô tả                                                          | Hình ảnh |
| --------------- | ----------------- | ----------------------------------------------------------------------- | -------------------------------------------------------------- | -------- |
| Baurusuchus     |                   | Brazil                                                                  |                                                                |          |
| Montealtosuchus | Turon sang Santon | Hệ tầng Adamantina, São Paulo, Brazil                                   | peirosaurid trên cạn                                           |          |
| Stratiosuchus   |                   | Brazil                                                                  |                                                                |          |
| Tadzhikosuchus  |                   | Lưu vực Fergana, Tajikistan; Hệ tầng Bissekty, Dzharakhuduk, Uzbekistan | alligatoroid sớm rất giống với Diplocynodon từ Đại Trung sinh. |          |

### Lớp Thú
| Taxa      | Hiện diện | Vị trí                                 | Mô tả                                                   | Hình ảnh |
| --------- | --------- | -------------------------------------- | ------------------------------------------------------- | -------- |
| Bryceomys |           | Vách đá thẳng Hình thành Utah, Hoa Kỳ. | Nhỏ hơn một con chuột, được cho là có hành vi tương tự. |          |

### Ornithopods
| Taxa              | Hiện diện            | Vị trí                                                     | Mô tả | Hình ảnh |
| ----------------- | -------------------- | ---------------------------------------------------------- | --- | -------- |
| Anabisetia        |                      | Hệ tầng Cerro Lisandro, Tỉnh Neuquén, Patagonia, Argentina | elasmaria dài 2 mét (6,6 ft) |          |
| Bactrosaurus      | Turon sang Cognac    | Sa mạc Gobi, Mông Cổ và Trung Quốc                         | Cao cỡ 6 m (20 ft) long and 2 m (6,6 ft) khi ở tư thế bốn chân, và nặng 1.100–1.500 kg (2.400–3.300 lb). Giống như nhiều loài khủng long bạo chúa khác, nó có thể chuyển đổi giữa tư thế hai chân và bốn chân, nhưng điều bất thường là nó có những gai lớn nhô ra từ các đốt sống. |          |
| Jeyawati          | Turon                | Hệ tầng Moreno Hill, New Mexico                            | Một hadrosauroid cơ bản |          |
| Macrogryphosaurus | Turon đến Cognac sớm | Hệ tầng Portezuelo, Argentina                              | chi iguanodont cơ bản, động vật ăn cỏ hai chân lớn |          |
| Notohypsilophodon | Cenoman - Turon      | Hệ thống Bajo Barreal, Chubut, Argentina                   | hypsilophodontid hoặc các loài Ornithopod cơ bản khác, Notohypsilophodon hẳn là động vật ăn cỏ ăn cỏ. Kích thước của nó chưa được ước tính |          |
| Shuangmiaosaurus  | Cenoman - Turon      | Trung Quốc                                                 | iguanodont còn ít biết |          |

### Plesiosaurs
| Taxa                  | Hiện diện | Vị trí                                      | Mô tả | Hình ảnh |
| --------------------- | --------- | ------------------------------------------- | --- | -------- |
| Brachauchenius        |           | Quận Ottawa, Kansas                         | Brachauchenius đại diện cho sự xuất hiện cuối cùng của một loài pliosaur ở Bắc Mỹ. |          |
| Libonectes            |           | Hệ tầng Britton (Cedar Hill), Texas, Hoa Kỳ | sinh vật dài 7–14 m (23–46 ft), rất giống với Elasmosaurus có liên quan. Nó có thân hình nhỏ gọn với đuôi ngắn và chân chèo lớn. Hộp sọ nhỏ của nó có những chiếc răng dài hướng về phía trước, lý tưởng để bắt cá và mực trơn trượt ra ngoài miệng khi miệng nó đóng lại, và có cái cổ rất dài. |          |
| Manemergus            |           | Morocco                                     | chi polycotylid plesiosaur |          |
| Megacephalosaurus     |           | Đá phiến Carlile, Hạt Russell, Kansas       | |          |
| Polyptychodon hudsoni |           | Texas, Hoa Kỳ                               | Brachaucheniin pliosaurid dài 10 mét (33 ft) |          |
| Thililua              |           | High Atlas, Maroc                           | chi polycotylid plesiosaur, tổng chiều dài ước tính của Thililua là 5,5 đến 6 mét. |          |

### Pterosaurs
| Taxa         | Hiện diện    | Vị trí                                          | Mô tả | Hình ảnh |
| ------------ | ------------ | ----------------------------------------------- | ----- | -------- |
| Lonchodectes |              | Upper Chalk, Kent, Anh                          |       |          |
| Lonchodraco  | Alba - Turon | Hệ tầng Chalk, Kent và Cambridge Greensand, Anh |       |          |

### Squamatans
| Taxa           | Hiện diện | Vị trí                            | Mô tả                                 | Hình ảnh |
| -------------- | --------- | --------------------------------- | ------------------------------------- | -------- |
| Dallasaurus    |           | Arcadia Park Shale, Texas, Hoa Kỳ | basal, small, plesiopedal mososauroid |          |
| Russellosaurus |           | Arcadia Park Shale, Texas, Hoa Kỳ | basal, small, lightly built mosasaur  |          |

### Theropods (non-avialae)
| Taxa              | Hiện diện        | Vị trí                                       | Mô tả                                                        | Hình ảnh |
| ----------------- | ---------------- | -------------------------------------------- | ------------------------------------------------------------ | -------- |
| - Bayosaurus      |                  | Neuquén, Argentina                           | được đặt tên không chính thức abelisauroid ceratosaur.       |          |
| - Enigmosaurus    |                  | Khara Khutul, Mông Cổ                        | therizinosaur.                                               |          |
| - Erlikosaurus    |                  | Hệ tầng Bayan Shireh của Mông Cổ             | therizinosaur.                                               |          |
| - Mapusaurus      |                  | Hệ tầng Huincul, Argentina                   | carcharodontosaurid khủng long khổng lồ                      |          |
| - Nothronychus    |                  | New Mexico, Hoa Kỳ                           | therizinosaur.                                               |          |
| - Segnosaurus     | Alba sang Cognac | Khan-Bogdsomona, Mông Cổ                     | therizinosaur lớn và là một trong những dạng mô tả đầu tiên. |          |
| - Timurlengia     |                  | Sa mạc Kyzylkum, Uzbekistan                  | tyrannosauroid nhỏ (250 kg)                                  |          |
| - Urbacodon       |                  | Uzbekistan                                   | troodontid.                                                  |          |
| - Xenotarsosaurus |                  | Hệ tầng Bajo Barreal, tỉnh Chubut, Argentina | ceratosaur abelisaurid cỡ vừa.                               |          |
| - Suskityrannus   |                  | New Mexico                                   | Tyrannosauroid cơ bản nhỏ.                                   |          |